# Saint-Étienne-de-Mer-Morte
Saint-Étienne-de-Mer-Morte település Franciaországban, Loire-Atlantique megyében. Lakosainak száma 1764 fő (2022. január 1.). Saint-Étienne-de-Mer-Morte La Limouzinière, La Marne, Paulx, Corcoué-sur-Logne, Touvois, Froidfond és La Garnache községekkel határos.

## Népesség
A település népessége az elmúlt években az alábbi módon változott:
| Lakosok száma | 1169 | 995  | 1041 | 1231 | 1620 | 1680 | 1733 | 1727 | 1724 | 1764 |
|               | 1968 | 1982 | 1990 | 2006 | 2013 | 2015 | 2017 | 2019 | 2020 | 2022 |